# Vidrio egipcio

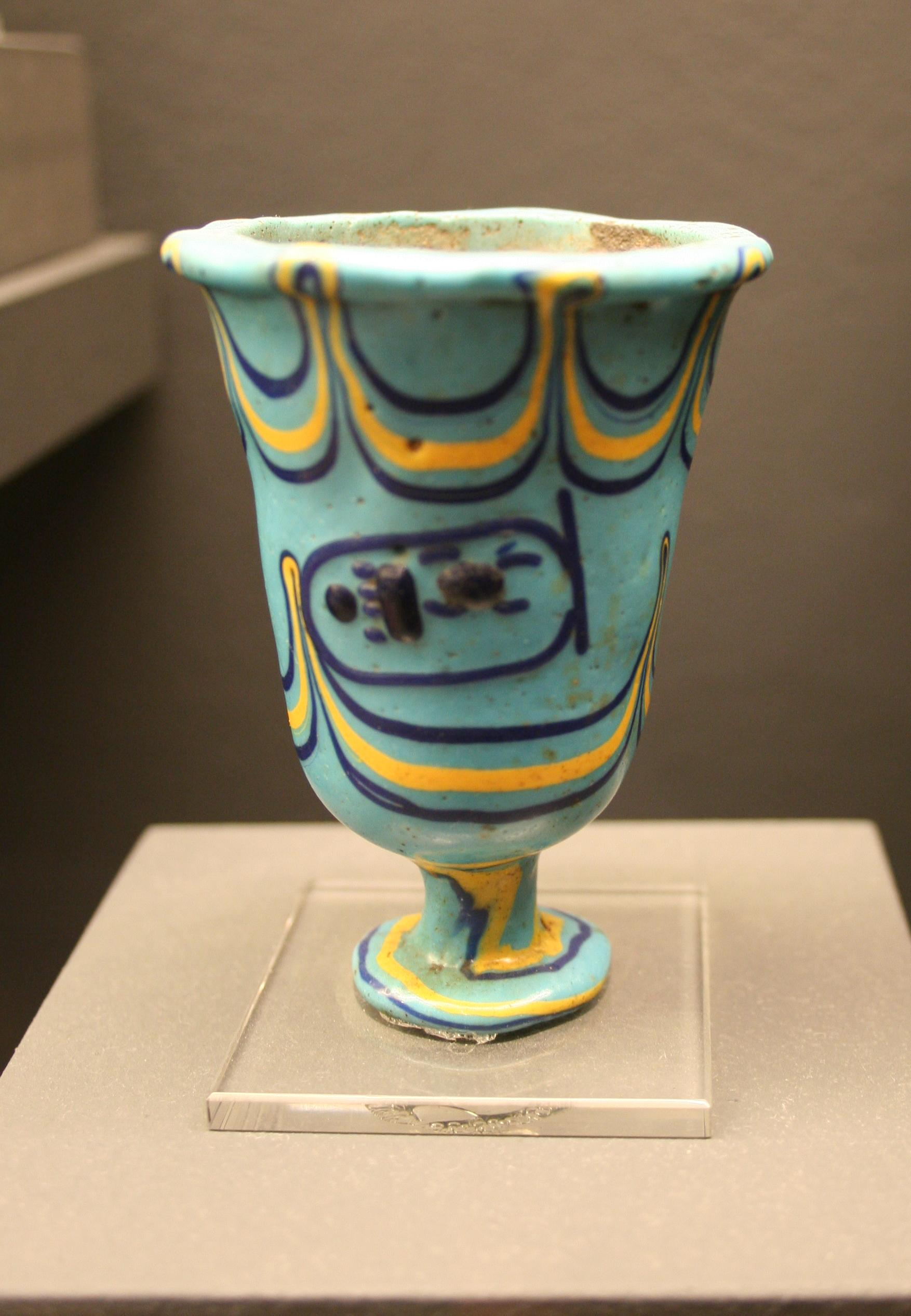
Vasija vidriada de la época de Thutmose III, expuesta en el Museo de Múnich.

El vidrio fue utilizado desde épocas muy antiguas por los artesanos egipcios en la elaboración de cuentas para collares y brazaletes, ojos para estatuas, figurillas y amuletos variados, plaquitas para adorno de muebles, imitaciones de piedras finas con gran similitud y en vasijas y pequeñas estatuas de colores diferentes.
Las primeras vasijas fueron elaboradas durante el reinado de Thutmose III (1508 a. C.). Se realizaban con la técnica de moldeado sobre un núcleo de arcilla. Probablemente fueron los artesanos asiáticos los que establecieron la manufactura del vidrio en Egipto. Floreció en Egipto y Mesopotamia hasta 1200 a. C., posteriormente cesó casi por completo durante varios siglos. 
Estas vasijas suelen ser frascos cilíndricos y anforitas alargadas y estrechas a menudo decoradas con rayas multicolores a lo largo, en zigzag o en ondas, a veces con figuras e imitaciones de filigranas y otros caprichos. Se hallaron estos objetos en las tumbas y casi siempre ofrecen escasa transparencia y curiosas irisaciones en la superficie, descomponiéndose en escamitas al tocarlos: todo ello es debido a las impurezas de la pasta y a su misma antigüedad unido a los elementos destructores del ambiente. 
Hay también vidrios incoloros y muy transparentes, pero el origen de estos puede remontarse más allá de la época saita (dinastía XXVI, siglo VII a. C.) como son los que se custodian en el Museo Británico de procedencia fenicia o imitando a los de este origen. Los más caprichosos, de la misma época (afiligranados, tallados y con finos relieves figurativos) se hallan en varios museos de Egipto. Con la dominación griega de los Ptolomeos siguió en aumento la perfección de los vidrios egipcios, siendo Alejandría el centro productor más famoso y preferido del comercio griego y romano.